# Dutch Open 2002 - Qualificazioni singolare
Le qualificazioni del singolare  del Dutch Open 2002 sono state un torneo di tennis preliminare per accedere alla fase finale della manifestazione. I vincitori dell'ultimo turno sono entrati di diritto nel tabellone principale. In caso di ritiro di uno o più giocatori aventi diritto a questi sono subentrati i lucky loser, ossia i giocatori che hanno perso nell'ultimo turno ma che avevano una classifica più alta rispetto agli altri partecipanti che avevano comunque perso nel turno finale.
Le qualificazioni del torneo Dutch Open 2002 prevedevano 32 partecipanti di cui 4 sono entrati nel tabellone principale.

## Teste di serie
1. Oleg Ogorodov (Qualificato)
2. Dick Norman (secondo turno)
3. Álex Calatrava (secondo turno)
4. Jurij Ščukin (primo turno)

1. John van Lottum (Qualificato)
2. Sébastien de Chaunac (ultimo turno)
3. Leonardo Olguín (secondo turno)
4. Alessio Di Mauro (ultimo turno)

## Qualificati
1. Oleg Ogorodov
2. Robin Söderling

1. John van Lottum
2. Sebastián Prieto

## Tabellone

### Legenda
| - Q = Qualificato - WC = Wild card - LL = Lucky loser | - ALT = Alternate - SE = Special Exempt - PR = Protected Ranking | - w/o = Walkover - r = Ritirato - d = Squalificato |

### Sezione 1
|  | Primo turno          | Primo turno             | Primo turno          | Primo turno | Primo turno |  |  | Secondo turno | Secondo turno        | Secondo turno        | Secondo turno        | Secondo turno |   |   | Ultimo turno | Ultimo turno  | Ultimo turno | Ultimo turno | Ultimo turno |  |
|  |                      |                         |                      |             |             |  |  |               |                      |                      |                      |               |   |   |              |               |              |              |              |  |
|  | 1                    | Oleg Ogorodov           | 2                    | 7           | 6           |  |  |               |                      |                      |                      |               |   |   |              |               |              |              |              |  |
|  |                      | Juan-Albert Viloca-Puig | 6                    | 5           | 1           |  |  | 1             | Oleg Ogorodov        | Oleg Ogorodov        | 6                    | 7             |   |   |              |               |              |              |              |  |
|  | Vincenzo Santopadre  | Vincenzo Santopadre     | Vincenzo Santopadre  | 6           | 6           |  |  |               | Vincenzo Santopadre  | Vincenzo Santopadre  | 3                    | 5             |   |   |              |               |              |              |              |  |
|  | Paul Logtens         | Paul Logtens            | Paul Logtens         | 4           | 4           |  |  |               |                      |                      |                      |               |   |   | 1            | Oleg Ogorodov | 6            | 2            | 6            |  |
|  | Melvyn Op Der Heijde | Melvyn Op Der Heijde    | Melvyn Op Der Heijde | 6           | 6           |  |  |               |                      |                      | Melvyn Op Der Heijde | 3             | 6 | 4 |              |               |              |              |              |  |
|  | Tommi Lenho          | Tommi Lenho             | Tommi Lenho          | 2           | 3           |  |  |               | Melvyn Op Der Heijde | Melvyn Op Der Heijde | 6                    | 7             |   |   |              |               |              |              |              |  |
|  | 7                    | Leonardo Olguín         | Leonardo Olguín      | 6           | 6           |  |  | 7             | Leonardo Olguín      | Leonardo Olguín      | 3                    | 63            |   |   |              |               |              |              |              |  |
|  |                      | Johan Örtegren          | Johan Örtegren       | 3           | 2           |  |  |               |                      |                      |                      |               |   |   |              |               |              |              |              |  |

### Sezione 2
|  | Primo turno     | Primo turno          | Primo turno          | Primo turno | Primo turno |  |  | Secondo turno | Secondo turno        | Secondo turno        | Secondo turno        | Secondo turno        |   |   | Ultimo turno | Ultimo turno    | Ultimo turno    | Ultimo turno | Ultimo turno |  |
|  |                 |                      |                      |             |             |  |  |               |                      |                      |                      |                      |   |   |              |                 |                 |              |              |  |
|  | 2               | Dick Norman          | Dick Norman          | 6           | 6           |  |  |               |                      |                      |                      |                      |   |   |              |                 |                 |              |              |  |
|  |                 | Francisco Costa      | Francisco Costa      | 0           | 2           |  |  | 2             | Dick Norman          | 6                    | 6                    | 3                    |   |   |              |                 |                 |              |              |  |
|  | Robin Söderling | Robin Söderling      | Robin Söderling      | 6           | 6           |  |  |               | Robin Söderling      | 4                    | 7                    | 6                    |   |   |              |                 |                 |              |              |  |
|  | Sander Hommel   | Sander Hommel        | Sander Hommel        | 2           | 4           |  |  |               |                      |                      |                      |                      |   |   |              | Robin Söderling | Robin Söderling | 7            | 6            |  |
|  | Rogier Wassen   | Rogier Wassen        | Rogier Wassen        | 7           | 7           |  |  |               |                      | 6                    | Sébastien de Chaunac | Sébastien de Chaunac | 5 | 3 |              |                 |                 |              |              |  |
|  | Leonardo Azzaro | Leonardo Azzaro      | Leonardo Azzaro      | 65          | 64          |  |  |               | Rogier Wassen        | Rogier Wassen        | 3                    | 5                    |   |   |              |                 |                 |              |              |  |
|  | 6               | Sébastien de Chaunac | Sébastien de Chaunac | 7           | 6           |  |  | 6             | Sébastien de Chaunac | Sébastien de Chaunac | 6                    | 7                    |   |   |              |                 |                 |              |              |  |
|  |                 | Carlos Cuadrado      | Carlos Cuadrado      | 5           | 2           |  |  |               |                      |                      |                      |                      |   |   |              |                 |                 |              |              |  |

### Sezione 3
|  | Primo turno       | Primo turno       | Primo turno       | Primo turno | Primo turno |  |  | Secondo turno | Secondo turno     | Secondo turno     | Secondo turno   | Secondo turno   |   |   | Ultimo turno | Ultimo turno     | Ultimo turno     | Ultimo turno | Ultimo turno |  |
|  |                   |                   |                   |             |             |  |  |               |                   |                   |                 |                 |   |   |              |                  |                  |              |              |  |
|  | 3                 | Álex Calatrava    | Álex Calatrava    | 6           | 7           |  |  |               |                   |                   |                 |                 |   |   |              |                  |                  |              |              |  |
|  |                   | Mariano Hood      | Mariano Hood      | 2           | 5           |  |  | 3             | Álex Calatrava    | Álex Calatrava    | 4               | 5               |   |   |              |                  |                  |              |              |  |
|  | Reginald Willems  | Reginald Willems  | 3                 | 6           | 6           |  |  |               | Reginald Willems  | Reginald Willems  | 6               | 7               |   |   |              |                  |                  |              |              |  |
|  | Jasper Smit       | Jasper Smit       | 6                 | 4           | 2           |  |  |               |                   |                   |                 |                 |   |   |              | Reginald Willems | Reginald Willems | 3            | 3            |  |
|  | Mattias Hellstrom | Mattias Hellstrom | Mattias Hellstrom | 7           | 3           |  |  |               |                   | 5                 | John van Lottum | John van Lottum | 6 | 6 |              |                  |                  |              |              |  |
|  | Arnaud Fontaine   | Arnaud Fontaine   | Arnaud Fontaine   | 5           | 1r          |  |  |               | Mattias Hellstrom | Mattias Hellstrom | 2               | 3               |   |   |              |                  |                  |              |              |  |
|  | 5                 | John van Lottum   | 3                 | 6           | 6           |  |  | 5             | John van Lottum   | John van Lottum   | 6               | 6               |   |   |              |                  |                  |              |              |  |
|  |                   | Paul Baccanello   | 6                 | 3           | 2           |  |  |               |                   |                   |                 |                 |   |   |              |                  |                  |              |              |  |

### Sezione 4
|  | Primo turno        | Primo turno        | Primo turno        | Primo turno | Primo turno |  |  | Secondo turno    | Secondo turno    | Secondo turno    | Secondo turno    | Secondo turno    |   |   | Ultimo turno | Ultimo turno     | Ultimo turno     | Ultimo turno | Ultimo turno |  |
|  |                    |                    |                    |             |             |  |  |                  |                  |                  |                  |                  |   |   |              |                  |                  |              |              |  |
|  |                    | Olivier Patience   | Olivier Patience   | 7           | 6           |  |  |                  |                  |                  |                  |                  |   |   |              |                  |                  |              |              |  |
|  | 4                  | Jurij Ščukin       | Jurij Ščukin       | 64          | 3           |  |  | Olivier Patience | Olivier Patience | Olivier Patience | 5                | 4                |   |   |              |                  |                  |              |              |  |
|  | Sebastián Prieto   | Sebastián Prieto   | 6                  | 68          | 6           |  |  | Sebastián Prieto | Sebastián Prieto | Sebastián Prieto | 7                | 6                |   |   |              |                  |                  |              |              |  |
|  | Kristof Vliegen    | Kristof Vliegen    | 1                  | 7           | 1           |  |  |                  |                  |                  |                  |                  |   |   |              | Sebastián Prieto | Sebastián Prieto | 6            | 6            |  |
|  | Federico Browne    | Federico Browne    | Federico Browne    | 6           | 6           |  |  |                  |                  | 8                | Alessio Di Mauro | Alessio Di Mauro | 3 | 1 |              |                  |                  |              |              |  |
|  | Melle Van Gemerden | Melle Van Gemerden | Melle Van Gemerden | 2           | 1           |  |  |                  | Federico Browne  | Federico Browne  | 64               | 5                |   |   |              |                  |                  |              |              |  |
|  | 8                  | Alessio Di Mauro   | Alessio Di Mauro   | 6           | 6           |  |  | 8                | Alessio Di Mauro | Alessio Di Mauro | 7                | 7                |   |   |              |                  |                  |              |              |  |
|  |                    | Stéphane Robert    | Stéphane Robert    | 2           | 3           |  |  |                  |                  |                  |                  |                  |   |   |              |                  |                  |              |              |  |